# August Schellenberg
August Werner Schellenberg (Montréal, 25 luglio 1936 – Dallas, 15 agosto 2013) è stato un attore canadese di etnia Mohawk.

## Biografia
Ebbe ruoli importanti nei film Black Robe (Chomina), Free Willy - Un amico da salvare (Randolph Johnson), Iron Will, The New World - Il nuovo mondo (Chief Powhatan) e 8 amici da salvare. Nel 1981 partecipò al doppiaggio del film Heavy Metal. Dichiarò che il suo ruolo preferito era quello di Toro Seduto, che riprese nel film L'ultimo pellerossa tratto dal romanzo di Dee Brown Seppellite il mio cuore a Wounded Knee, per il quale ricevette una nomina ai premi Emmy. 
Ebbe 3 figlie, nate dal matrimonio con l'attrice Joan Karasevich con cui rimase sino alla morte.
Schellenberg è morto nel 2013, a 77 anni, per un cancro ai polmoni di cui soffriva da tempo; riposa nello Sparkman Hillcrest Memorial Park di Dallas, Texas.

## Filmografia parziale

### Cinema
- Il gioco del potere (Power Play), regia di Martyn Burke (1978)
- L'isola della paura (Bear Island), regia di Don Sharp (1979)
- Manto nero (Black Robe), regia di Bruce Beresford (1991)
- Free Willy - Un amico da salvare (Free Willy), regia di Simon Wincer (1993)
- Iron Will - Volontà di vincere (Iron Will), regia di Charles Haid (1994)
- Free Willy 2 (Free Willy 2: The Adventure Home), regia di Dwight H. Little (1995)
- Free Willy 3 - Il salvataggio (Free Willy 3: The Rescue), regia di Sam Pillsbury (1997)
- The Unsaid - Sotto silenzio (The Unsaid), regia di Tom McLoughlin (2001)
- Tremors 4 - Agli inizi della leggenda (Tremors 4: The Legend Begins), regia di Steven Seth Wilson (2003)
- The New World - Il nuovo mondo (The New World), regia di Terrence Malick (2005)
- 8 amici da salvare (Eight Below), regia di Frank Marshall (2006)
- L'ultimo pellerossa (Bury My Heart at Wounded Knee), regia di Yves Simoneau (2007)

### Televisione
- Comanche Moon – serie TV, 2 episodi (2008)
- Grey's Anatomy – serie TV, episodio 5x08 (2008)
- Stargate Universe – serie TV, episodio 2x17 (2011)

## Doppiatori italiani
Nelle versioni in italiano delle opere in cui ha recitato, August Schellenberg è stato doppiato da:
- Luciano De Ambrosis in The Unsaid - Sotto silenzio, L'ultimo pellerossa
- Renzo Stacchi in Free Willy 2, Free Willy 3 - Il salvataggio
- Paolo Buglioni in Renegade, Walker Texas Ranger
- Franco Zucca in Manto nero
- Angelo Nicotra in Free Willy - Un amico da salvare
- Antonio Guidi in Tremors 4 - Agli inizi della leggenda
- Mario Zucca in Vado, vedo... vengo! Un viaggio tutte curve
- Gerolamo Alchieri in 8 amici da salvare